# 자라 데브리츠
자라 일롱카 데브리츠(독일어: Sara Ilonka Däbritz, 1995년 2월 15일 ~ )는 독일의 여자 축구 선수이다. 포지션은 미드필더이며, 현재 프랑스 디비지옹 1 페미닌의 파리 생제르맹 소속으로 뛰고 있다.

## 클럽 경력
SpVgg 에베르만스도르프에서 선수 생활을 시작했으며 13세 시절에 JFG 필슈탈로 이적했다. 2010년에는 SpVgg SV 바이덴으로 이적했고 2011-12 시즌 겨울 휴식기에 SC 프라이부르크에 합류했다. 2012년 2월 26일에 열린 바이에른 뮌헨과의 프라우엔-분데스리가 경기에 처음 출전했는데 SC 프라이부르크는 바이에른 뮌헨에 0-3 패배를 기록했다. 2012년 3월 12일에 열린 1. FC 로코모티프 라이프치히와의 경기에서는 자신의 프라우엔-분데스리가 첫 골을 기록하여 SC 프라이부르크의 3-0 승리에 기여했다.
2015-16 시즌을 기해 바이에른 뮌헨으로 이적했으며 2015년 8월 28일에 열린 1. FFC 투르비네 포츠담과의 경기에서 2골을 기록하여 바이에른 뮌헨의 3-1 승리에 기여했다. 2015-16 시즌에서는 팀의 프라우엔-분데스리가 우승에 기여했고 2017년 2월 22일에는 바이에른 뮌헨과의 계약을 2019년 6월 30일까지 연장했다. 2019년 7월 1일에는 프랑스 디비지옹 1 페미닌 소속 여자 축구 클럽인 파리 생제르맹과 5년 계약을 체결했다.

## 국가대표 경력
2010년부터 2013년까지 독일 여자 U-15, U-17, U-19 축구 국가대표팀 선수로 활동했다. 2013년 6월 29일에 열린 일본과의 친선 경기에서 후반전에 나딘 케슬러와 교체되어 들어오면서 독일 여자 축구 국가대표팀 선수로 데뷔했는데 독일은 일본에 4-2 승리를 기록했다.
스웨덴에서 개최된 UEFA 여자 유로 2013에서는 노르웨이와의 조별 예선 경기, 이탈리아와의 8강전 경기에 교체 출전했는데 독일은 해당 대회에서 우승을 차지했다. 캐나다에서 개최된 2014년 FIFA U-20 여자 월드컵에서는 6경기에 출전하여 독일 여자 U-20 축구 국가대표팀의 우승에 기여했다. 특히 중국과의 조별 예선 경기에서 2골, 브라질과의 조별 예선 경기에서 3골을 기록하여 대회 브론즈 슈를 수상하는 영예를 안았다.
캐나다에서 개최된 2015년 FIFA 여자 월드컵에 참가한 독일 여자 축구 국가대표팀 명단에 이름을 올렸으며 독일은 해당 대회에서 4위를 차지했다. 특히 코트디부아르와의 조별 예선 경기에서는 자신의 국가대표팀 첫 골을 기록하여 독일의 10-0 승리에 기여했다. 2016년 리우데자네이루 하계 올림픽에서는 5경기에 출전하여 3골을 기록했으며 독일의 올림픽 여자 축구 금메달에 기여했다.
네덜란드에서 개최된 UEFA 여자 유로 2017에 참가했으나 독일은 덴마크와의 8강전 경기에서 패배하면서 탈락했다. 프랑스에서 개최된 2019년 FIFA 여자 월드컵에서는 스페인과의 조별 예선 경기에서 1골, 남아프리카 공화국과의 조별 예선 경기에서 1골, 나이지리아와의 16강전 경기에서 1골을 기록했으나 독일은 스웨덴과의 8강전 경기에서 패배하면서 탈락했다.

## 수상

### 클럽
바이에른 뮌헨
- 프라우엔-분데스리가 1회 우승 (2015-16)

### 국가대표
- UEFA 여자 유로 2013 우승
- 2014년 FIFA U-20 여자 월드컵 우승
- 2016년 리우데자네이루 하계 올림픽 여자 축구 금메달

### 개인
- 2012년 프리츠 발터 메달 여자 부문 동메달 수상
- 2013년 프리츠 발터 메달 여자 부문 은메달 수상
- 2014년 프리츠 발터 메달 여자 부문 금메달 수상